# Paul Mason (calciatore)
Paul Mason (Liverpool, 3 settembre 1963) è un ex calciatore inglese, di ruolo centrocampista.

## Carriera
Centrocampista destro, ha diviso la sua carriera tra Olanda, Scozia e Inghilterra, giocando più di 400 incontri tra i professionisti. Vanta 14 incontri nelle competizioni UEFA per club.